# Idiops hirsutus
Idiops hirsutus là một loài nhện trong họ Idiopidae.
Loài này thuộc chi Idiops. Idiops hirsutus được J. Hewitt miêu tả năm 1919.